# Trychosis indigna
Trychosis indigna är en stekelart som först beskrevs av Kokujev 1909.  Trychosis indigna ingår i släktet Trychosis och familjen brokparasitsteklar. Inga underarter finns listade i Catalogue of Life.